# برنيتيات
البرنيتيات (الاسم العلمي:†Burnetiidae) هي فصيلة منقرضة من الزواحف تتبع رتيبة بيارميات وأشباهها من رتبة وحشيات الوجه.

## الأجناس
- البرنيتية
- العظاءة الليمورية
- فقاعي الرأس
- العضاض الغليظ